# Taglio di Po
Taglio di Po é uma comuna italiana da região do Vêneto, província de Rovigo, com cerca de 8.289 habitantes. Estende-se por uma área de 79 km², tendo uma densidade populacional de 105 hab/km². Faz fronteira com Adria, Ariano nel Polesine, Corbola, Loreo, Porto Tolle, Porto Viro.

## Demografia
| Variação demográfica do município entre 1861 e 2011                               |
|                                                                                   |
| Fonte: Istituto Nazionale di Statistica (ISTAT) - Elaboração gráfica da Wikipedia |